# Mittenothamnium reduncum
Mittenothamnium reduncum är en bladmossart som beskrevs av Ryszard Ochyra 1999. Mittenothamnium reduncum ingår i släktet Mittenothamnium och familjen Hypnaceae. Inga underarter finns listade i Catalogue of Life.